# コメルツ銀行タワー
コメルツ銀行タワー(ドイツ語: Commerzbank Tower)はドイツのフランクフルト中心部にある超高層ビル。コメルツ銀行の本社ビルである。

## 概要
設計はノーマン・フォスター。1994年に着工し1997年に完成した。アンテナを含む頂上部までの高さは300.25m、屋上部までは259m、56階建て。2022年まで欧州連合で最も高い建造物だったが、ポーランドのVarso竣工により現在は2位となっている。

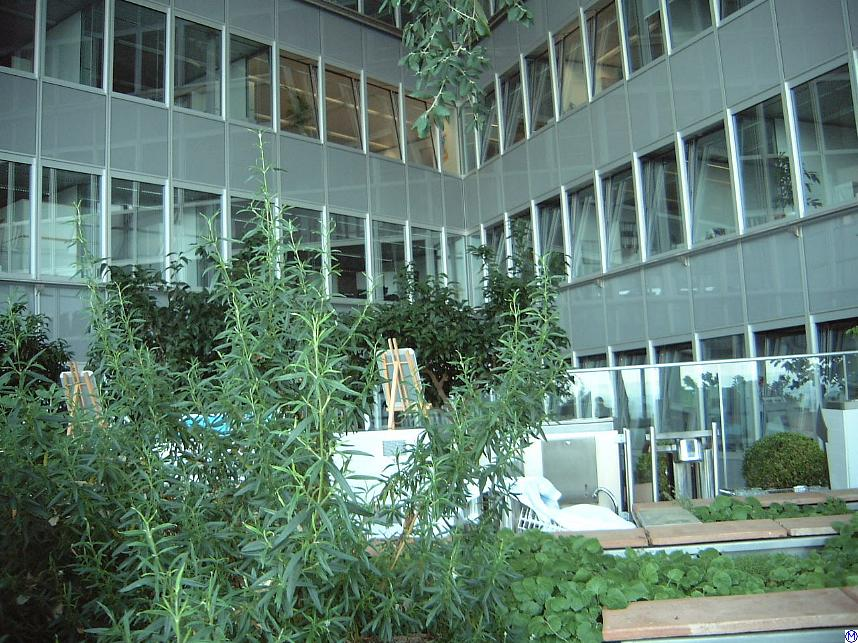
アトリウムに面したスカイガーデン

設計に当たって、エネルギーを極力使わない環境に配慮した建築（「グリーン・ビルディング」）を目指した。超高層ビルを屋上まで貫く高さ259mのアトリウムを中央に作り、その周りに一辺60mの三角形を構成するようにオフィス空間が配されている。建物の重さは、三角形の各頂点に位置するコアが支えている。
ビルのフロアは9階ごとに分節され、その間に日光と緑のある「スカイ・ガーデン」が挟み込まれている。スカイガーデンの窓を開閉することにより、新鮮な外気が各ガーデンからアトリウムを通ってオフィスの隅々にまで行き渡る自然換気が実現されている。

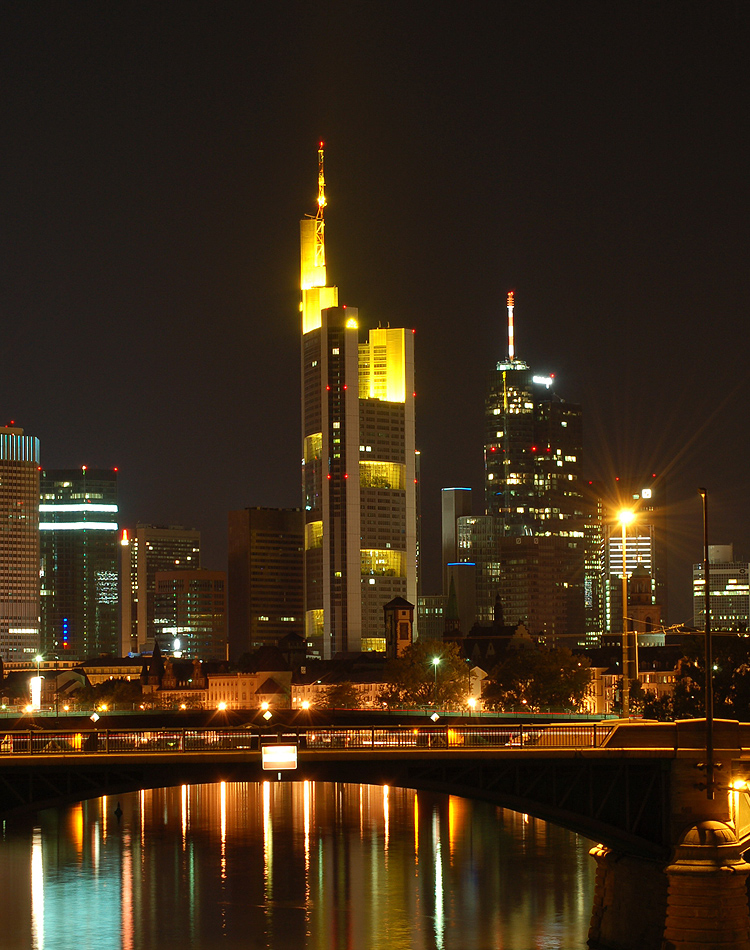
夜間は黄色くライトアップされる

超高層を支える構造体、換気や冷暖房などのエネルギーを無駄遣いしないエコロジカルで快適なオフィス空間という手法は、マレーシア・ペナンのMBFタワーやロンドンのロンドン市庁舎ビル、セント・メリー・アクス30番地（スイス・リ本社ビル）など、フォスター設計の他のビルでも応用された。
完成時には、同じフランクフルトのメッセタワーを抜いて、ヨーロッパで最も高いビルとなった。2005年、モスクワにトライアンフ・パレスが完成、欧州一の座を明け渡した。周囲は金融街で、マインタワーや欧州中央銀行本部タワー、日本のジャパンセンターなど高層ビルが林立している。